# ゴルフ・ディズニーランド
ディズニーパーク > ディズニーランド・パリ > ゴルフ・ディズニーランド
ゴルフ・ディズニーランド（英語: Golf Disneyland Park、フランス語: Parc Golf Disneyland）は、フランスのマルヌ＝ラ＝ヴァレにあるゴルフ場（クラブハウス、レストラン等を含む複合施設）。ディズニーランド・パーク、ディズニーランド・ホテルをはじめとするホテル群、ショッピングモールのディズニー・ヴィレッジと共にディズニーランド・リゾート・パリを構成する。